# Renault 9/11
El Renault 9 y el  Renault 11 fueron unos modelos de automóviles del segmento C producidos por el fabricante francés Renault. Se comercializaron tras el fin del acuerdo con el Groupe PSA del que había surgido el Renault 14 que empleaba mecánicas de origen Peugeot que iban montadas transversalente a diferencia del resto de la gama Renault que aún montaba los motores longitudinalmente. Tras la experiencia del 14, El Renault 9 fue el primer Renault en montar un motor Renault —concretamente el viejo "motor Cléon-Fonte" de origen Renault 8— transversalmente. En cuanto a las suspensiones, mantuvo la tradición Renault de emplear barras de torsión en lugar de muelles en el tren trasero. El R9 era un sedán de 4 puertas que fue lanzado al mercado en 1981 y el R11, de carrocería hatchback con 3 y 5 puertas, se empezó a vender en 1983. El Renault 9 fue nombrado Coche del Año en Europa en 1982.
Tanto el Renault R9 como el Renault R11 se fabricaron en Europa hasta 1989, cuando ya se había presentado su sucesor, el Renault 19. También se fabricó en la Argentina, pero aquí la producción comenzó con el Renault R11 primero (en 1984) y luego, desde 1987, el Renault R9 quien se mantendría en catálogo hasta 1997 (El Renault R11 lo había abandonado en 1994, ya con el Renault R19 bien posicionado). Por su parte, en Colombia se comenzó en 1983 con la producción del Renault R9 y se mantuvo hasta el año 1999.
Un poco más al norte, en México y Estados Unidos, AMC fabricó ambos vehículos con la denominación Renault Alliance para el R9 y Renault Encore para el R11.
También el R9 y R11 fueron fabricados en Turquía hasta 1996.
En Venezuela el R9 llevaba como nombre Renault Gala, mientras que el R11 conservaba su nombre original.
Renault 9 y Renault 11 son modelos importantes para la marca Renault; ya que inauguran una nueva base técnica que se utiliza en muchos modelos. De hecho, el chasis se reutiliza para el Renault 19, Megane 1 y Scenic 1 y sirve de base para el Super 5, Express, Clio1, Clio 2, Kangoo 1 y Twingo 2.
Los Renault 9 y Renault 11 son los primeros vehículos que usan un motor Renault en posición transversal, lo que dará lugar a cajas de cambio JB que todavía equipan el Twingo 2.
El motor F, que apareció en el Renault 9 y Renault 11, equipa también el Megane 3 como por ejemplo con el F4Rt en el Megane 3RS. (El Renault 14 fue el primer Renault con motor montado en posición transversal, pero con un chasis derivado del Peugeot 104. Su motor X fue fabricado por la Sociedad Française de Mécanique común a Peugeot y Renault. Fue también utilizado en los modelos Peugeot, Talbot y Citroën.)
Estos vehículos tendrán una trayectoria internacional con el Renault Alliance (nombre dado al Renault 9 en Estados Unidos) y el Renault Encore (versión estadounidense del Renault 11). El Renault Alliance tuvo una buena crítica de la revista Car and Drive. Hizo parte de los diez mejores coches del año 1983 y alcanzó el título de “Car of the year” otorgado por la revista “Motor Trend”.

## Historia
En 1977, Renault designó a Robert Opron, un exdiseñador de Citroën, para encabezar un equipo de diseñadores con el objetivo de desarrollar un automóvil del segmento B. Este nuevo proyecto fue llamado L42.
La ruptura de las relaciones con el Groupe PSA trajeron como consecuencia la desaparición del Renault 14 y por consiguiente el desarrollo de este modelo que ocuparía el mismo lugar en el mercado.
El nuevo proyecto L42, dirigido por Christian Martin, recoge los criterios de austeridad que, como consecuencia de las guerras de Oriente Medio y la conciencia de escasez del petróleo, trajo la crisis de 1973. El diseño de la carrocería fue realizado por Robert Opron, que se acababa de incorporar al centro de estilo proveniente de Citroën, donde había dejado varios productos de renombre, entre ellos el célebre Citroën GS. La reducción del consumo se hizo notable y se aplicaron en su diseño, sistemas que facilitaban la sustitución de elementos en las reparaciones a la vez que reducían los tiempos de montaje en su fabricación. El avance de los elementos en plástico en detrimento de los elementos metálicos se hace más patente.
En el interior, los asientos delanteros disponían de un sistema original de sujeción al estar montados al suelo sobre un solo pie central monoguía. Los pasajeros de atrás tenían así una mayor comodidad al poder colocar sus pies sin la molestia de encontrarse con los dobles anclajes de los asientos tradicionales.
En cuanto a la mecánica se utilizó el motor tipo Sierra hasta entonces utilizado en el Renault 12, aunque ahora situado en posición transversal (igual que en el Renault Supercinco).
La tracción era delantera y se ofrecía una caja de 4 velocidades en las versiones más económicas, de 5 velocidades en las más equipadas e incluso una versión diferenciada con caja de cambios automática de tres relaciones.
La gama 9/11 se presentaba con motores de 1108 cc y 1397 cc.
Ambos de gasolina y del tipo Sierra.
La oferta se completaba con una versión diésel y una versión Turbo sobre la base del motor 1.4.
Ya hacia el final de su carrera, recibe un motor totalmente nuevo de 1.7 litros.
Con la versión Turbo en ambos vehículos (1984), Renault entronca de nuevo con la tradición interrumpida unos años de los Gordini, autos de altas prestaciones y de carácter deportivo realizados sobre la base mecánica y la carrocería de un turismo familiar de gran difusión.
La tradición había sido interrumpida con la desaparición del R-12 Gordini, puesto que el sustituto ofrecido por la Regie, el R-5 Alpine, tenía ya otras características, empezando por su tamaño, su concepción, la plataforma de base y hasta el nombre.
Los R-9 y R-11 Turbo no resucitan la denominación prestigiosa de los Gordini, sino que se apuntaban a la identificación con un elemento muy característico en la competición automovilística al más alto nivel: el Turbo.

La gama 9/11 de Renault estuvo en producción durante más siete años (en Europa), con gran éxito no solo allí, sino también en la Argentina, Colombia (que produjo el R9, con más de 115.000 unidades entre 1983 y 1999), México (donde fue galardonado "automóvil del año" en 1985) y Turquía.
En 1987, la gama 9/11 es reestilizada con cambios de aspecto como la unificación del frontal de ambos modelos.
Estos cambios estéticos, dieron lugar a la denominada "Fase II".
En 1988 se presentó el sustituto de la gama 9/11: el Renault 19, con carrocerías de dos y tres cuerpos y motorizaciones de 60 CV a 140 CV.
Con la aparición del R19, la gama 9/11 llegó a su fin, lo que se sucedió en 1989 con más de 900.000 unidades fabricadas en todo el mundo.

## Motorizaciones
| Periodo                        | 1983-1986             | 1986-1988             | 1983-1985             | 1985-1988                                                       | 1983-1985                          | 1983-1986                          | 1986-1988                          | 1984-1986                 | 1986-1988                 | 1984-1988             |           |           |           |           |           |
| Tipo de motor                  | L4 8v, carburación    | L4 8v, carburación    | L4 8v, carburación    | L4 8v, carburación                                              | L4 8v, carburación de doble cuerpo | L4 8v, carburación de doble cuerpo | L4 8v, carburación de doble cuerpo | L4 8v, carburación, turbo | L4 8v, carburación, turbo | L4 8v, diesel         |           |           |           |           |           |
| Identificación del motor       | C1E                   | C1G                   | C1J                   | C1J                                                             | C1J                                | F2N                                | F2N                                | C1J                       | C1J                       | F8M                   |           |           |           |           |           |
| Diámetro x carrera             | 65.0 mm x 70.0 mm     | 73.0 mm x 71.5 mm     | 73.0 mm x 76.0 mm     | 73.0 mm x 76.0 mm                                               | 73.0 mm x 76.0 mm                  | 81.0 mm x 83.5 mm                  | 81.0 mm x 83.5 mm                  | 73.0 mm x 76.0 mm         | 73.0 mm x 76.0 mm         | 78.0 mm x 83.5 mm     |           |           |           |           |           |
| Cilindrada                     | 1108 cm³              | 1237 cm³              | 1397 cm³              | 1397 cm³                                                        | 1397 cm³                           | 1721 cm³                           | 1721 cm³                           | 1397 cm³                  | 1397 cm³                  | 1595 cm³              |           |           |           |           |           |
| Relación de compresión         | 9.2: 1                | 9.2: 1                | 9.2: 1                | 9.2: 1                                                          | 9.2: 1                             | 9.2: 1                             | 9.2: 1                             | 8.0: 1                    | 8.0: 1                    | 22.5: 1               |           |           |           |           |           |
| Potencia máxima: CV (kW) @ rpm | 48 CV (36 kW) @ 5250  | 55 CV (41 kW) @ 5250  | 60 CV (45 kW) @ 5250  | 68 CV (51 kW) @ 5250                                            | 72 CV (54 kW) @ 5800               | 82 CV (61 kW) @ 5000               | 90 CV (67 kW) @ 5500               | 105 CV (78 kW) @ 5500     | 115 CV (86 kW) @ 5750     | 55 CV (41 kW) @ 5200  |           |           |           |           |           |
| Par máximo: Nm @ rpm           | 80 Nm @ 2500          | 88 Nm @ 3000          | 102 Nm @ 3000         | 109 Nm @ 3000                                                   | 106 Nm @ 3500                      | 135 Nm @ 3250                      | 138 Nm @ 3000                      | 162 Nm @ 2500             | 165 Nm @ 3000             | 100 Nm @ 2250         |           |           |           |           |           |
| Tracción                       | Delantera             | Delantera             | Delantera             | Delantera                                                       | Delantera                          | Delantera                          | Delantera                          | Delantera                 | Delantera                 | Delantera             | Delantera | Delantera | Delantera | Delantera | Delantera |
| Transmisión                    | Manual, 4 velocidades | Manual, 4 velocidades | Manual, 4 velocidades | Manual,5 velocidades, 4 velocidades / Automática, 3 velocidades | Manual, 5 velocidades              | Manual, 5 velocidades              | Manual, 5 velocidades              | Manual, 5 velocidades     | Manual, 5 velocidades     | Manual, 5 velocidades |           |           |           |           |           |
| Peso                           | 815 kg                | 870 kg                | 855 kg                | 860 kg                                                          | 895 kg                             | 900 kg                             | 895 kg                             | 910 kg                    | 905 kg                    | 920 kg                |           |           |           |           |           |
| Aceleración 0–100 km/h         | 21.6 s                | 16.0 s                | 15.7 s                | 13.1 s                                                          | 13.0 s                             | -                                  | 10.7 s                             | 9.0 s                     | 8.5 s                     | 16.0 s                |           |           |           |           |           |
| Velocidad máxima               | 140 km/h              | 146 km/h              | 155 km/h              | 160 km/h                                                        | 161 km/h                           | 170 km/h                           | 177 km/h                           | 184 km/h                  | 190 km/h                  | 146 km/h              |           |           |           |           |           |
| Consumo combinado (L/100 km)   | 6.7                   | 6.6                   | 6.9                   | 7.7                                                             | 7.5                                | -                                  | -                                  | 8.0                       | 8.0                       | 6.1                   |           |           |           |           |           |

## Renault 9/11 en España

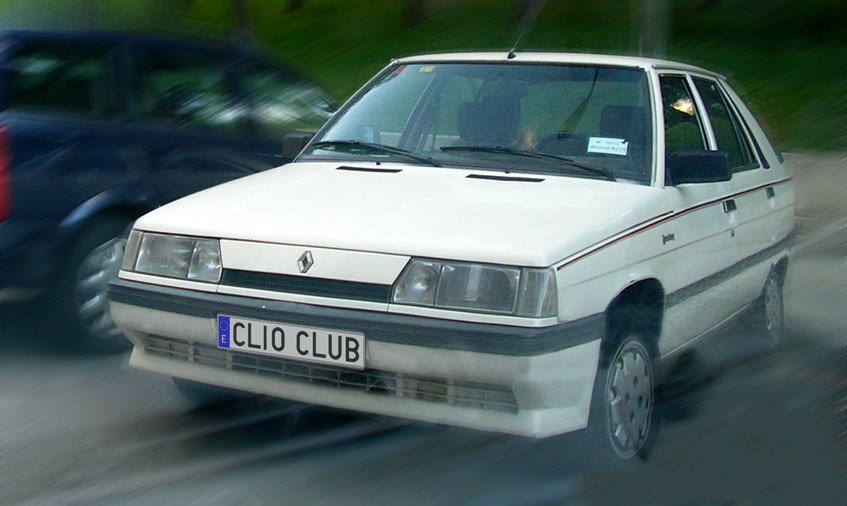
Renault 11 Fase II.

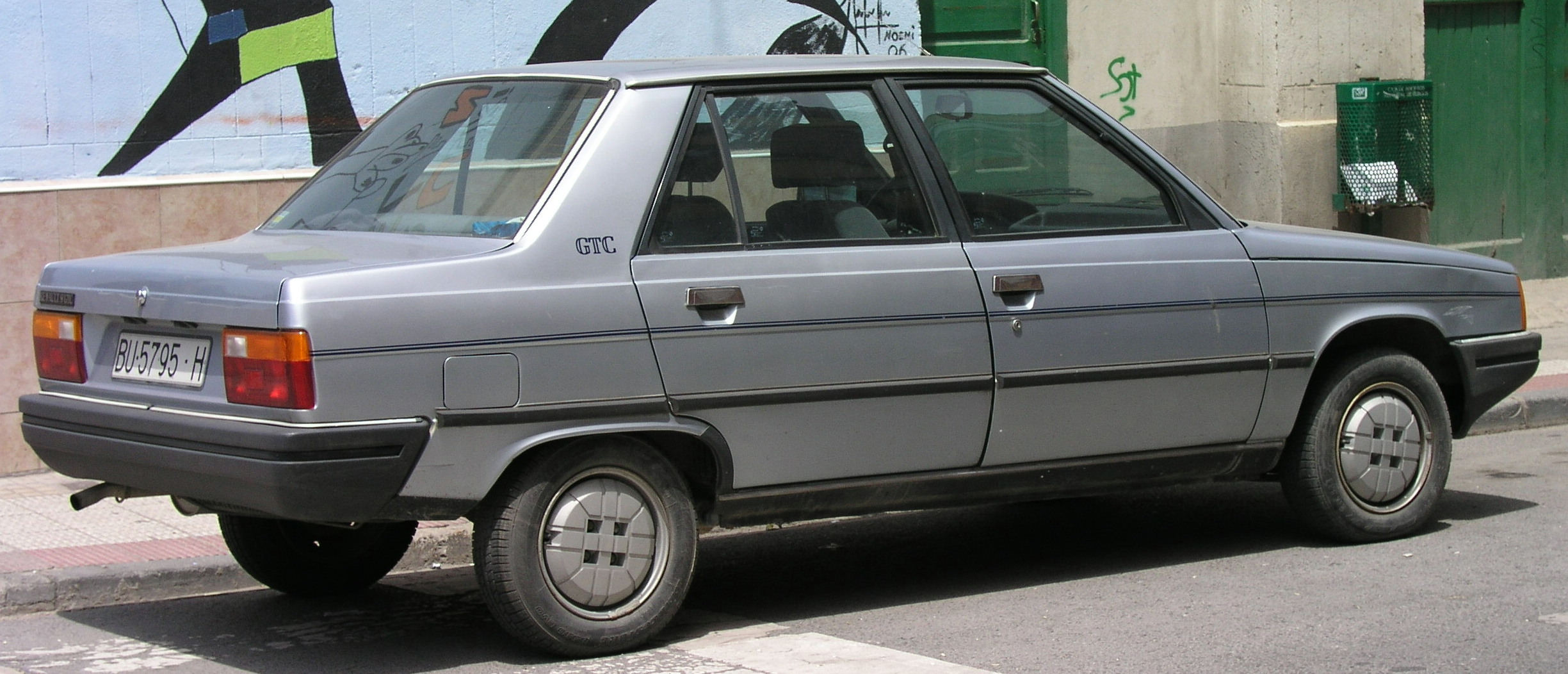
Renault 9 GTC.

En España el Renault 9 se fabricó en la factoría de Renault en Palencia desde el año 1982 hasta el cese de su producción en 1989, tras haberse fabricado 245.549 unidades. De ellas, 194.628 fueron vendidas en España durante los ocho años que se mantuvo en el mercado. La gama 9/11 se presentó en principio en dos versiones, GTL y TSE, a la que más tarde se añadiría la versión GTD (que incorporaba un motor diésel). Las versiones GTL y TSE equipan el motor Cléon-Fonte de 1.4 litros con 60 CV (DIN) para el primero y 72 CV (DIN) para el segundo.
Esta diferencia en potencia se lograba con la incorporación de un carburador de doble cuerpo, que unido a un mayor cruce de su árbol de levas proporcionaba los 12 CV suplementarios de la versión TSE.
Una caja de cinco velocidades, de serie en el TSE y opcional en el GTL, proporcionaba un confort de marcha, adecuado al ajustado rendimiento del motor, suficiente para las necesidades de aquella época. La incorporación del cuentarrevoluciones, los  elevalunas eléctricos delanteros y el cierre centralizado de las puertas era un elemento diferenciador de las dos opciones. Los tejidos de tapicería diferentes, también justificaban la diferencia de precios entre las dos versiones. La opción del aire acondicionado se ofrecía en la variante TSE fabricada en España.
La producción en FASA-Renault también incluye al R-11 Turbo, permitiendo al comprador español un vehículo de altas prestaciones a un nivel de precio mucho más competitivo que el resto de sus rivales- (Peugeot 205 GTI, Escort XR3I, Golf GTI, Kadett GTE, etc) todos ellos de importación.

## Renault 9/11 en América

### Renault 9/11 en la Argentina

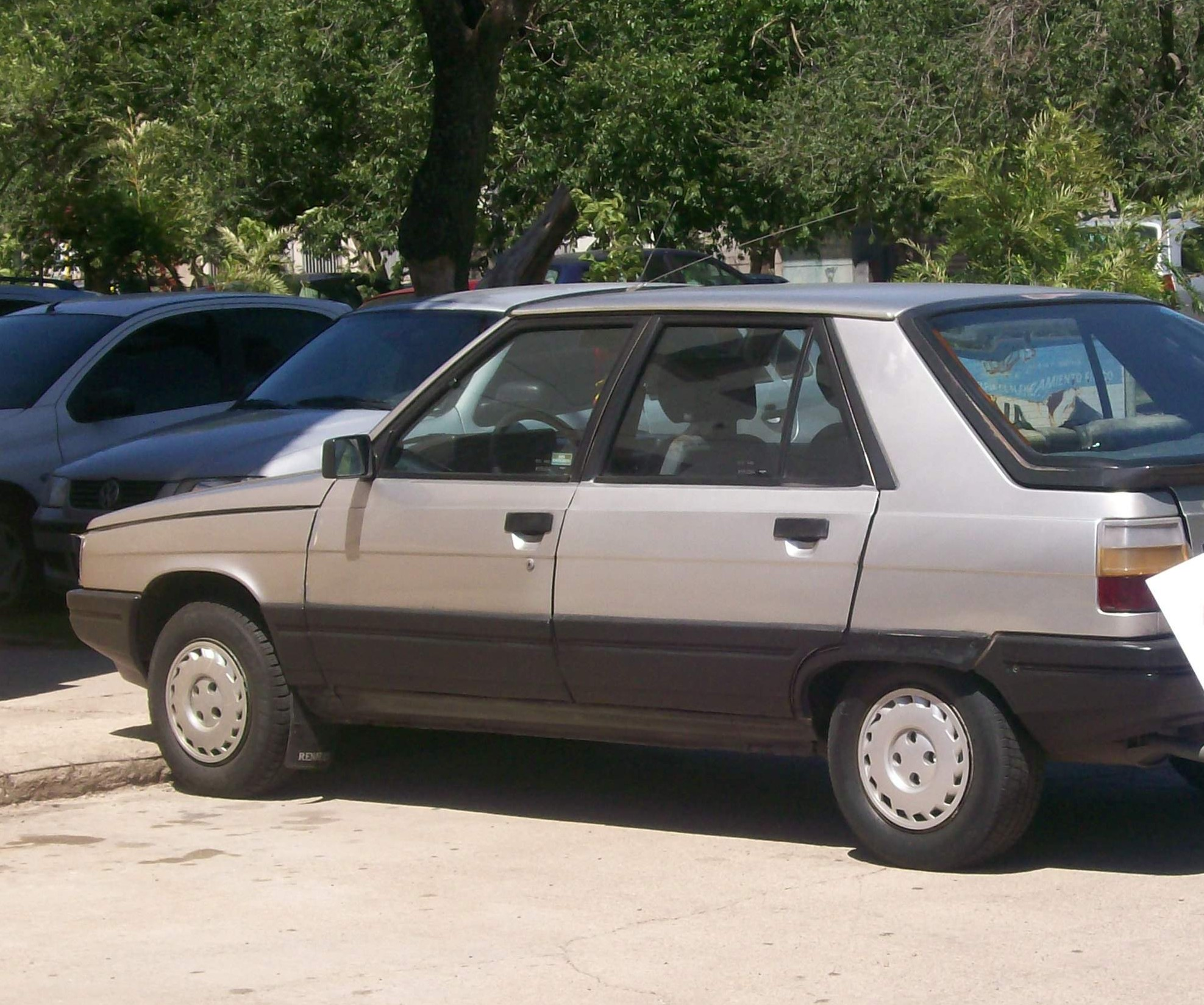
Renault 11 TS Fase I (Argentina).

En la Argentina, la producción de la gama 9/11 se inició con el R-11 en octubre de 1984 y luego, en 1987, con el R-9. Ambos se produjeron en la planta de Renault Argentina ubicada en Santa Isabel, Córdoba.
El R-11 fue en el primer automóvil del segmento C (o mediano) de la Argentina y el primero en ofrecer una versión con turbocompresor desde 1986. El R-11 es también el continuador de un nuevo rumbo que la industria nacional empezaba a tomar, ya iniciado en 1981 con la producción de los Renault 18 y Renault Fuego. Así, el R-11 (y posteriormente el R-9) se ubicarían entre estos y el Renault 12.
Mecánicamente, estaba equipado con el motor Cléon-Fonte de 1397 cc con 60 CV (DIN) en las versiones TL/GTL, 72 CV (DIN) en los TS y 95 CV (DIN) en la versión Turbo. De esta forma, con una misma planta motriz se llegó a ofrecer 3 niveles de potencia y se convirtió al R-11 en el primer automóvil de fabricación argentina dotado con turbocompresor. Una curiosidad de la línea R-11 argentina es que todas las versiones eran de 5 puertas.
En cuanto a su equipamiento, era muy completo, incluso comparable con vehículos del segmento superior.
Las versiones full, que se correspondían a los modelos TS, TSE (más adelante TXE) y Turbo incluían levantavidrios eléctricos en las puertas delanteras, cierre centralizado (más adelante con mando a distancia), cuentavueltas, alarma sonora de olvido de luces encendidas, luneta térmica (todas las versiones, incluida la TL), limpialuneta, reloj digital, radio AM/FM con pasacassette, aire acondicionado (en opción al principio, luego de serie) y junto a ello los vidrios tintados, llantas de aleación (versión Turbo y TSE), faros antinieblas delanteros (versión Turbo y TSE) y la dirección asistida (exclusiva de la versión TSE/TXE).
La versión deportiva y de alto rendimiento, correspondía al R-11 Turbo equipado con el mismo motor 1.4 pero con el agregado de un turbocompresor Garrett T2 que subía la potencia hasta los 95 CV y con lo que alcanzaba los 175Km/h. Por supuesto que todos elementos mecánicos/de suspensión/frenos/dirección del R-11 "convencional" fueron adaptados para soportar la mayor potencia. Exteriormente, es distinguible por la parrilla de barras más gruesas, el babero con los rompenieblas, las llantas de aleación y las identificaciones "Turbo" a ambos costados. Además, es más bajo. 
En el otro extremo de la gama, los R-11 básicos estaban identificados como TL (con caja de 4 velocidades) y GTL aparecidos en 1985, con el mismo motor de 60 CV pero con caja de 5 velocidades.
Un problema común en los R9/11, es que el material plástico con el que está fabricado el tablero (torpedo o plancha de a bordo) se degrada rápidamente con los rayos de sol, tornándolo quebradizo, principalmente del lado derecho, por encima de la guantera. El reemplazo de esta pieza fue una réplica en PRFV con el mismo color y textura, fabricada en Rosario, Provincia de Santa Fe, y que fue adoptada rápidamente por los usuarios como el reemplazo por excelencia. 
En 1987, se presenta la novedad más importante de la gama 9/11 y es la aparición del R-9 en versión TS y TSE. Al poco tiempo hace su debut en la gama 9/11 el nuevo motor 1.6 (1565cc), recientemente presentado en el R-18 GTS, y que pasaría a equipar a las versiones TXE tanto del R-11 como del R-9, reemplazando a la TSE. 
A partir de 1990, se presenta la denominada Fase II. Con la misma, toda la gama 9/11 pasa a equipar el motor 1.6 y se adopta la reestilización aplicada a la gama en Europa unos años antes. Ahora, además de tener el mismo interior, también comparten el mismo frontal. En cuanto a la versión Turbo, 1990 será discontinuada. 
Versión inicial: GTL

Versión full: TS y TXE (esta última con Dirección Asistida).
En 1994 se reacomodan las versiones ofrecidas (unificándola con la del R-19) quedando:
Versión inicial: RL

Versión full: RN
En el año 1994 deja de producirse el R-11, tras 10 años de producción (el último se vendió en 1995) y con más de 79.000 unidades producidas. Por su parte, el R-9 se mantuvo hasta 1997 y totalizando más de 140.000 unidades, también en 10 años de producción.
Tanto el R-11 como el R-9 fueron sucedidos por el Renault 19, que ya se fabricaba en Córdoba desde 1993 (hasta 2001) y seguidos desde 1998 por los Renault Mégane (hasta 2008). La cadena continúa con el arribo del Renault Fluence desde 2010 y el Mégane III, aunque este último es importado. 
Es de destacar que en sus últimos años en producción, compartiendo el mercado con el Renault 19, las versiones quedaron limitadas a las RL y algún remanente de RN aunque con los mismos tapizados que el RL. Ya en el final, solo quedarían los RL con opcional de aire acondiconado y tapizados tan básicos que los paneles de puerta dejarían partes de chapa a la vista y el material de los mismos era de plástico gris claro. Estas últimas unidades presentes desde 1995 tuvieron como principal fin el de coches de alquiler/taxis por su relativamente bajo costo de mantenimiento (en parte gracias al motor 1.6 Cleon Fonte) bajo costo de venta 0km relacionado con un básico nivel de equipamiento y terminación. 
Fue recién cuando en 1997 Renault lanzó la versión final -ya que estaba a la venta el Renault Megane- y básica del Renault 19 denominada RE discontinuando las RN y RTi, que cesó definitivamemte la producción del R9. Este reemplazo (R19) también pasó a ocupar un lugar en el mercado de los automóviles económicos ya que había perdido la mayor parte de su equipamiento limitándose solamente a aire acondicionado y en los diésel dirección hidráulica ambos como opcionales. También para reducir costos el R19 nafta solo equiparía el motor 1.6 Cleon Fonte y vería afectado su nivel de terminación/equipamiento con por ejemplo paneles interiores de puertas en textil básico e instrumental sin cuenta revoluciones de motor, carecía de luz de guantera, reloj, llantas de aleación y hasta pintura en paragolpes a tono con la carrocería entre otros (perdió los apoyacabezas posteriores, regulación en altura de los cinturones de seguridad delanteros, atrás quedarían solo dos cinturones laterales del tipo abdominal-estáticos, etc). Esta versión (RE) se comercializó hasta fines del año 2000 cuando se lanzó localmente el Renault Clio II tricuerpo que a pesar de ser de un segmento inferior (B) ocupó en sus distintas versiones, el espacio dejado por el Renault 19 RE.

### Renault 9/11 en Colombia

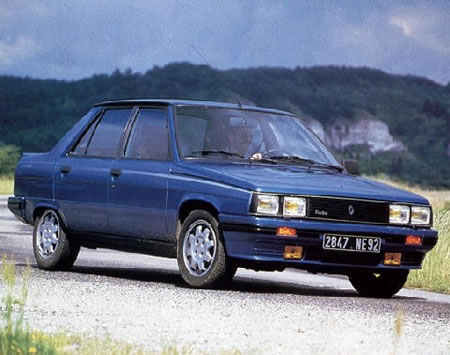
Renault 9 Turbo.

El Renault 9 fue lanzado en septiembre de 1983, como parte de la renovación de la gama en esa época, y fue un modelo revolucionario en su momento. La primera versión que se lanzó del R9 fue la GTL, con motor "Cléon-Fonte" C1J de 60 caballos de potencia y, 1300 cc (el mismo del Renault 18 con un árbol de levas menos "rendidor", pues al ser montado con la misma alzada, resultaba más veloz que el 18 en virtud de su menor peso, algo inaceptable para el orden de la gama) de disposición transversal y con encendido electrónico, elemento nunca antes visto hasta ese momento en un carro ensamblado en Colombia. Este modelo venía precedido de gran reconocimiento internacional, pues había sido escogido como el automóvil del año 1982 por medios de comunicación especializados de Europa y Estados Unidos.
El principal objetivo comercial del R9 en su lanzamiento, era competirle al entonces novedoso Mazda 323, que comenzaba a ser ensamblado en Colombia por la C. C. A. y contaba con los mayores adelantos de la época. Aunque con un precio inicial de $1´200.000 pesos mientras el Mazda 323 no costaba más del millón, fue bien recibido por los compradores fieles de la marca. El eslogan del Mazda era "El Reto Japonés", y por eso se decía que el R9 era la respuesta francesa a ese reto.
En 1984 se cambió el motor del GTL a 1400 cc, se lanzó una versión taxi (mercado en el cual se movió muy bien, estando presente hasta el 2000, con sus respectivas evoluciones), y en 1985 se lanzó la versión GTS, siendo este el tope de la gama R9. El GTS tenía doble faro proyector delantero (similar a los Renault 11 o a los Alliance americanos), carburador de doble cuerpo, 1400 cc, nuevos colores de carrocería, opción de pintura metalizada y caja de cinco velocidades adelante, y según la revista Motor (edición de diciembre de 1985) figuraba muy bien en el mercado por el tamaño de su cabina, y por el retoque estético aplicado en su tablero y en su parte frontal.
En 1987 se descontinuaron los GTL y GTS que estaban en el mercado y aparecieron sus nuevas versiones bajo el nombre "Gama 2", que correspondían al rediseño que se había aplicado al R9 y al R11 en Europa. Respecto a las versiones anteriores no cambió la mecánica ni el equipamiento, pero en la parte estética el cambio fue total, con nuevos colores de carrocería, nuevo diseño de guardabarros y nuevo diseño de la parte delantera. El Taxi también sufre los cambios del "Gama 2", pasó a llamarse TL, tenía motor de 1300 cc y ya no tenía encendido electrónico, como las demás versiones. Sin embargo, estas versiones solo duraron un año en el mercado.
En 1988 aparecieron los nuevos TSE 1.3 y GTX 1.4 de *62 y 68 HP respectivamente, mucho más evolucionados en equipo que las versiones anteriores, incluyendo el GTX vidrios eléctricos delanteros, pre-instalación de radio, timón deportivo en cuero, y guardabarros del color de la carrocería. Ambas versiones incluían spoilers en el baúl y copas de nuevo diseño, así como carburador de doble cuerpo. Para esa época el R9 ya era el automóvil familiar más popular del país, y el más vendido en la producción de Sofasa de la época.
- Tomado de www.eltiempo.com y revistas motor

El motor de gasolina C2L (desarrollo argentino sobre el C2J en el que se modificó el cigüeñal por uno de mayor volteo y 1 mm más de pistón, calibre por carrera 77 X 84, el 1.4 era 76 X 77) de 1565 cc de cilindrada fue introducido en 1989 y también utilizado en el Renault 21, y el Renault 19. A partir de 1991, toda la gama del 9/11 adoptó este motor en reemplazo del anterior 1.4.
En 1989 se lanzó el TXE, nuevo tope de gama este motor 1.600 c. c *(1565 CC) 73 HP Y 12.5 kg/m de torque, equipado con apoyacabezas delanteros y traseros con descansa-brazos en el asiento trasero, espejos retrovisores regulables desde el interior del carro, regulador para la altura de las luces, vidrios eléctricos y bloqueo central automático, telecomando infrarrojo para apertura de puertas a distancia, nuevo diseño frontal con 4 faros, reloj digital, opción en pintura metalizada y radio-casetera. Era la versión más lujosa y mejor equipada del R9 en Colombia hasta esa versión y época.
- Revista Motor El Tiempo Año 1989

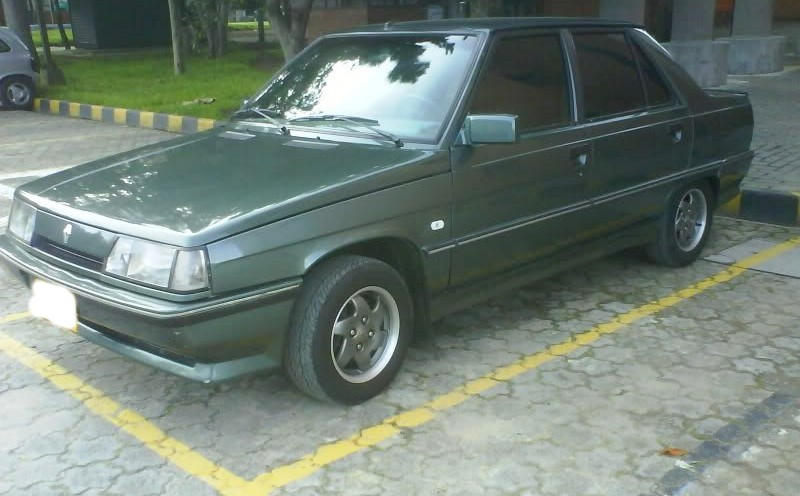
Renault 9 Máximo (Colombia).

Tomando al R9 TXE como base, Sofasa realizó en 1990 una edición especial de 50 vehículos llamada Prestige con ensanchadores de carrocería, asientos en cuero, rines de aluminio, radio especial, un único color azul nocturno y un monograma de identificación.
Las versiones TSE, GTX y TXE se mantuvieron en el mercado hasta enero de 1992, cuando desaparecieron y llegaron las nuevas versiones Brío, Súper y Máximo, con nuevos colores de carrocería, nuevos accesorios y derivadas de las versiones anteriores.
El Brío era la versión más económica y sencilla que se había visto del R9, con 1300 cc *62 HP, 4 velocidades adelante (5 velocidades desde 1993) y lo mínimo en accesorios. Esta versión consolidó al Renault 9 como el automóvil familiar por excelencia en el país, y fue de la que más ejemplares se fabricaron: 18.301 unidades en 4 años, entre 1992 y 96.
Revista Motor El Tiempo Año 1992 Ed. junio Cuál Carro Comprar
El Súper tenía 1300 cc, igual caballaje que el Brío 5 velocidades adelante, y venía con copas en las ruedas, vidrios eléctricos delanteros, pre-instalación de radio, adornos y bocelería exterior, tacómetro, spoiler trasero, entre otros, y en 1994 recibió junto con el Máximo un nuevo tablero de instrumentos, que equiparía todos los R9 desde 1997.
El Máximo era el tope de gama, con 1.600 cc 74 HP, 5 velocidades adelante, pre-instalación de aire acondicionado, 4 faros delanteros, radio casetera Pioneer, tablero con instrumentación más completa, spoiler trasero, stops integrales más largos, guardabarros del color de la carrocería, bloqueo central en las 4 puertas y telecomando infrarrojo para bloqueo y apertura de puertas, entre otros accesorios. Fue el mejor y será el mejor Renault 9 que se fabricó en Colombia.
En 1995 el Brío se dividió en dos: el Brío RN y el Brío RT, y apareció una nueva versión: el Óptimo, salió durante un breve tiempo entre 1995 y 1996. una versión básica como el Brío, solo que venía equipado con motor 1.600, en resumen, equipo y acabados de Brío con motorización de máximo
El Brío RN era igual al Brío comercializado hasta el momento, y el Brío RT era un poco más sofisticado, incluyendo nuevo diseño de rines, más estilizado y deportivo, y cinturones de seguridad retráctiles, así como nuevos colores de carrocería. El Óptimo era una especie de Brío RT "con hormonas", pues la única diferencia con esa versión era el motor de 1.600 cc. De esta última versión solo se hicieron 153 unidades, entre 1995 y 1996.
En junio de 1996 desaparecieron todas estas versiones del mercado y apareció un nuevo concepto de comercialización de automóviles creado por Sofasa e implementado en un principio en el R9: El Personnalité. Este sistema consistía en que a través de un software disponible en los concesionarios, el cliente podía escoger el carro a su gusto, y con los accesorios que quisiera, ajustando así su compra al presupuesto disponible para ella.
Gracias a esto, podían existir más de 250.000 versiones diferentes del R9. El precio recaía principalmente en el motor, que podía ser de 1300 o 1.600 cc. Con el lanzamiento de este sistema de comercialización (implementado años después en el Twingo y el Clio), el Renault 9 llegó en 1996 a ser el automóvil más vendido y popular del año.

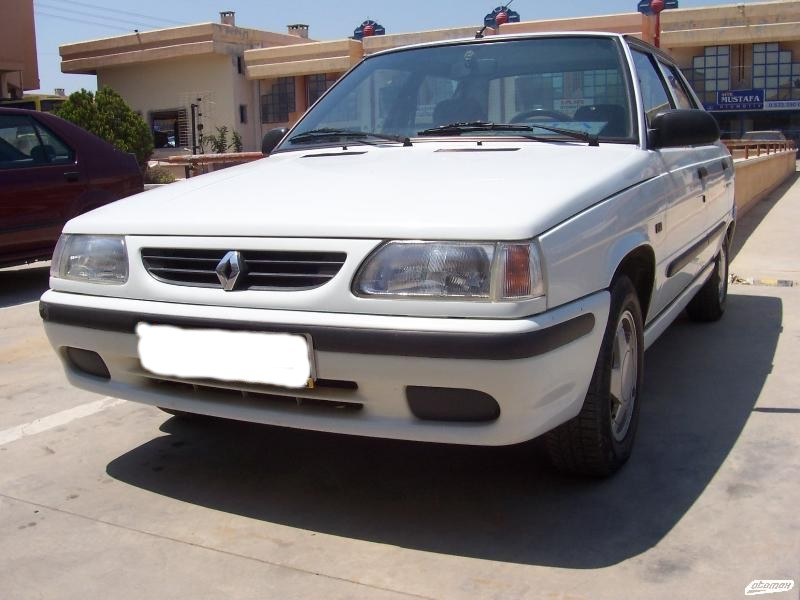
Renault 9 Injection Personalite (Turquía).

Hasta los Personnalité se había mantenido la misma estética del gama 2 de 1987, pero en abril de 1997 aparece la última y más importante evolución del Renault 9 en Colombia: con CKD procedente de la planta Renault de Bursa, Turquía; Sofasa lanza el Personnalité 1.4i, con motor de inyección electrónica monopunto Energy, 1400 cc y 80 caballos de potencia, dirección hidráulica, catalizador, y totalmente rediseñado en la parte estética, interna y externamente.

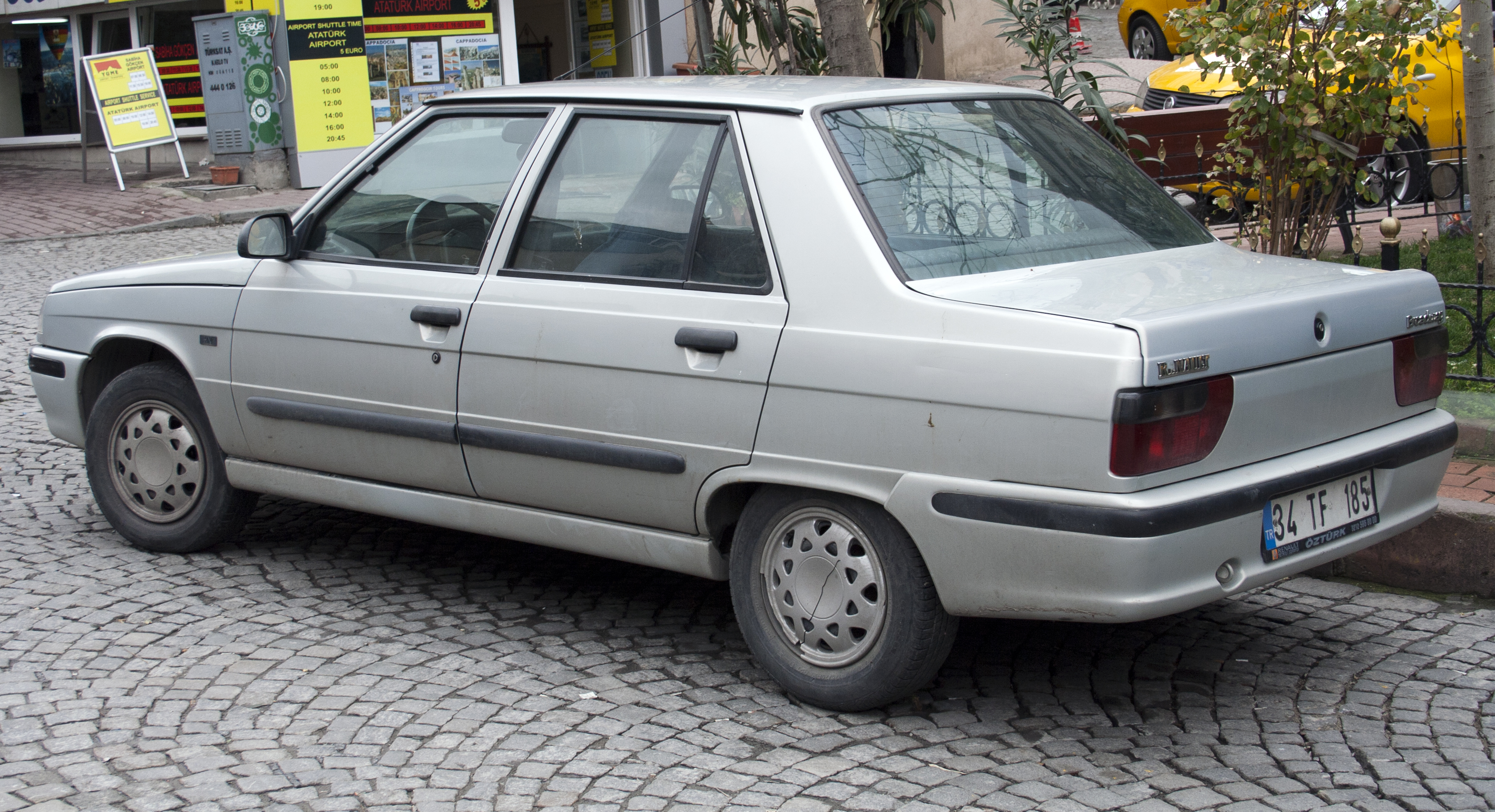
Renault 9 Broadway 1.4 RN (Turquía).

En cuanto a equipamiento tenía las mismas opciones de la gama Personnalité.Fue un éxito enorme, pues salió a un precio muy popular, y era el rejuvenecimiento del modelo más popular de Renault en Colombia. Este rediseño también se aplicó al Taxi.
En mayo de 1998 apareció una serie limitada alusiva al mundial de Francia, llamada Francia 98, y por la compra de uno de estos autos se entregaban boletas para un sorteo que rifaba un viaje con todo pago al mundial de Francia.
Con esta nueva versión, el R9 tomó nuevo aire que lo hizo más popular para fines de los años 90, y le permitió continuar en el mercado de los particulares hasta junio de 1999, cuando fue relevado por el Renault Energy (R19 básico); y en el mercado de los taxis hasta el primer semestre del 2000.
Después de 16 años, el R9 se despidió del mercado de particulares nacional en junio de 1999; y en el de servicio público hasta el 2001 sin reemplazo, dándole paso al R19 Energy, que lo reemplazó, y en segundo plano, al Mégane, que reemplazó al R19 ordinario. Aun así, en su último año se vendieron 1.525 unidades del R9 y fue el quinto en el ranking general de ventas; y en total Sofasa produjo alrededor de 115.000 unidades, que rodaron y ruedan por las calles y carreteras colombianas.

### Renault Alliance / Encore

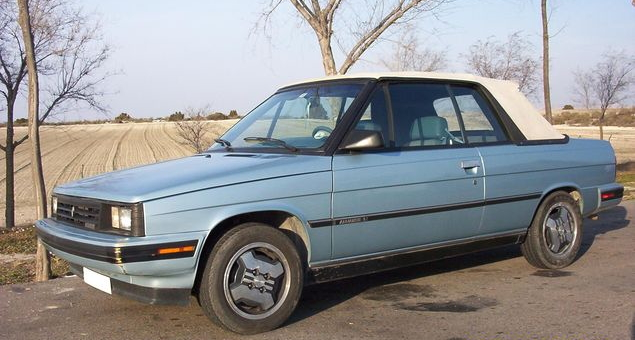
Renault Alliance convertible (1987).

Renault Alliance/Encore es el nombre otorgado al Renault 9/11 en Norteamérica (Canadá, Estados Unidos y México).
Fue producido por American Motors Company (AMC) en Kenosha, Wisconsin (Estados Unidos) para el mercado estadounidense y canadiense, y por Renault de México para la venta exclusiva en dicho país.

### Estados Unidos / Canadá
El Renault Alliance es un derivado del Renault 9 producido y comercializado en Estados Unidos y Canadá por AMC entre 1983 y 1987. A diferencia del modelo europeo, el Alliance estaba disponible en carrocerías sedán 2 y 4 puertas, así como un descapotable que se introdujo en 1985. En 1984 se introduce el Renault Encore, derivado en este caso del Renault 11. Sobre el Alliance, AMC desarrolló la versión deportiva llamada Renault GTA de 1987. Un total de 623,573 unidades fueron producidas en Kenosha, Wisconsin. Estos modelos fueron descontinuados después de la compra de AMC por Chrysler en 1987.
Los Renault Alliance y Encore fueron concebidos a raíz de la alianza de AMC con Renault vigente desde 1979, Renault adquirió control accionario de AMC. Los Alliance y Encore son los mismos Renault 9 y 11 rediseñados para cumplir con las normatividades y adaptarse a los gustos de los automovilistas de los mercados estadounidense y canadiense. Su estética exterior fue diseñada por Robert Opron, director de diseño de Renault. El diseño de sus interiores era obra del diseñador de AMC, Richard Teague, mientras que las carrocerías sedán 2 puertas y convertible fueron desarrolladas por AMC, no teniendo equivalente en el Renault 9.

### México
México entre 1984 y 2000.
Renault fabricó en México y comercializó el modelo mexicano del Renault Alliance (excepto el cabriolet) entre 1984 y 1986, año en que se cierra la fábrica por diversos motivos.
En México en 1984 se lanza al mercado el Renault Alliance en 2 y 4 puertas en las versiones básica y DL, ambas con motor Cléon-Fonte de 1.4 L, disponible en los colores verde militar, azul metálico, blanco y beige. Estos dos últimos colores por su bajo brillo para abaratar costos en contraste de los colores metálicos o rojos.
Debido a que el Renault 9 obtuvo el título de "Auto del Año" en Europa en 1982, y su primo-hermano Alliance obtuvo el título de "Car of the Year" otorgado por la revista estadounidense Motor Trend en 1983 se inicia la rotulacion en el medallón trasero la leyenda "Renault Alliance, el auto del año".
En 1985 en México se lanza el Renault Encore, con el motor 1.7L; el Alliance ahora se comercializaba en las variantes "Alliance L" y "Alliance Limited", mientras, el Renault Encore era lanzado al mercado mexicano en dos versiones: "Encore Limited" y "Encore GTX", ambos únicamente disponibles como hatchback de 3 puertas.
Para el año 1986, estos modelos reciben un nuevo diseño frontal, mientras que el "Encore Limited" pasaría a ser comercializado en este año con carrocería hatchback de 5 puertas.
En marzo de 1986, y debido a una crisis interna en Renault a nivel global, además de interminables problemas con el sindicato de trabajadores de Renault en la planta de Ciudad Sahagún, Renault decide retirar la comercialización de sus automóviles de México, esto aunado a la compra por parte de Chrysler de la empresa AMC y que en México repercutió en VAM.

## Series especiales
R-11 Zender
Serie especial realizada a partir del proyecto elaborado por el especialista del tuning alemán, Zender. En su primera aparición en el Salón del Automóvil de París de 1984 el estilo prometedor donde se mezclan potencia y agresividad suscita un fuerte entusiasmo por parte del público.
La presentación exterior del R11 Zender se distingue claramente. Alerón trasero más remarcado, faldones laterales y paragolpes color carrocería, llantas de 15” de aleación ligera “Zender” con neumáticos 195/50 VR 15.
La mecánica que impulsa esta versión es la misma del R11 Turbo, es decir el motor C1J-L760 (1.4cc con 105 CV (DIN).
R-11 Electronic
Esta serie especial hizo su aparición en 1985. Se realizó sobre la base del R11 TXE y cuenta con un nuevo tablero de instrumentos todo digital acompañado por el anuncio de funciones de manera vocal.
Este tablero de cristal líquido muestra de manera digital, velocidad, revoluciones, temperatura del motor y nivel de combustible entre otra información y que es seguida por mensajes de alerta de forma vocal.
La versión Electronic se distingue exteriormente por su color gris, carrocería de 5 puertas y los emblemas “Electronic” en el portón trasero y guardabarros delanteros.
En cuanto a su mecánica, es la misma del R11 TXE (1.4cc con 72CV (DIN)).-
R-11 90GT
Versión equipada con el motor F 1.7 (1.721 cc) de 90 CV (DIN). Interior y equipamiento muy completo, similar a la versión TS de Argentina, con la salvedad de la motorización. Llantas de aleación de diseño exclusivo para esta versión.
Solo estaba disponible en colores rojo y blanco y en carrocería de 3 o 5 puertas.